# Cezarina
Cezarina este un oraș în Goiás (GO), Brazilia.